# Кара-Хол
Сільське поселення (сумон) Кара-Хол входить до складу Бай-Тайгинського кожууна Республіки Тива Російської Федерації. До складу сумона входить село Бай-Тал, яке, водночас, має статус центру сумона.

## Населення
Населення сумона станом на 1 січня року
| Рік    | 2011 | 2012 | 2013 | 2014 | 2015 |
| ------ | ---- | ---- | ---- | ---- | ---- |
| Насел. | 1392 | 1362 | 1334 | 1329 | 1327 |

## Пам’ятки
У селі є пам’ятка археології – дві кам’яні статуї, які датовані VI-VIII століттям.